# 西見高明
西見 高明（にしみ たかはる）は、日本の建築家。野生司義光率いる株式会社野生司環境設計の取締役副社長。一級建築士の他に、インテリアプランナーでもある。日本建築家協会会員、協会関東甲信越支部アーバントリップ実行委員会委員長。社団法人東京建築士会所属。
日本での設計活動のほか、ODAプロジェクトの設計にも携わる。 

## 略歴
- 1972年 日本大学理工学部建築学科卒業
- 1972年-1991年 伊藤喜三郎建築研究所所属
- 1991年、野生司環境設計取締役副社長就任

## 受賞歴
- 1986年 イスラマバード小児病院建設計画で、The award of SITARA-I-QUAID-I-AZAM（シタライカイディアザム勲章・パキスタン共和国）

## 著作
- 1987年　わが国建築技術の国際性PART2（共同執筆）建築技術2月号 Vol.No.426
- 1988年　シンキング・防火設計（病院・高齢者施設）建築技術4月号 Vol.No.440

## 代表作
- イスラマバード小児病院、パキスタン・イスラマバード市、1985年
- イトーピア日本橋SAビル、東京都中央区日本橋、1995年
- 寺田第二団地集会所（パークヒルズめじろ台集会所）、東京都八王子市、1996年
- 三室戸学園東邦音楽大学川越校舎16号館、埼玉県川越市、2008年